# Scarabaeus vansoni
Scarabaeus vansoni är en skalbaggsart som beskrevs av Ferreira 1958. Scarabaeus vansoni ingår i släktet Scarabaeus och familjen bladhorningar. Inga underarter finns listade i Catalogue of Life.